# Türingia
Türingia (németül: Thüringen, latinul: Thuringia), teljes nevén Türingia Szabad Állam (Freistaat Thüringen) Németország egyik szövetségi tartománya az ország közpső részén, amely híres sűrű erdeiről, különösen a Türingiai-erdőről (Thüringer Wald), amely népszerű kirándulóhely. Kulturálisan jelentős, mivel olyan híres személyiségek éltek itt, mint Johann Sebastian Bach, Johann Wolfgang von Goethe és Martin Luther. Emellett gazdag történelmi múlttal rendelkezik, például a wartburgi várral, ahol Luther Márton lefordította a Bibliát német nyelvre. 16 251 km²-es területével Németország 11. legnagyobb tartománya, ezzel az ország területének mintegy 4,55%-át fedi le. Közel 2,1 millió fős lakosságával pedig a szövetség 12. legnépesebb tagja, ezzel az ország népességének 2,5%-ával rendelkezik. Népsűrűsége az országos átlag alatt van.
Nyugatról Hessen, északról Alsó-Szászország és Szász-Anhalt, keletről Szászország, délről pedig Bajorország határolja. Székhelye "A tornyok városának" becenéven is gyakran nevezett Erfurt, amely híres középkori belvárosáról, köztük a katedrálisról (Erfurter Dom) és a híres Krämerbrücke-ről. A város fontos vallási és oktatási központ volt: itt tanult Luther Márton az Erfurti Egyetemen. De nevezetesebb települései közé tartozik Jena egyetemi város, amely híres a Friedrich Schiller Egyetemről és tudományos kutatásairól, Weimar kulturális jelentőségű városa, Goethe és Schiller városa, valamint a weimari köztársaság névadója, valamint Eisenach, Luther Márton és Johann Sebastian Bach városa, itt található a híres Wartburg vár.
Németország közepén helyezkedik el, és dombos, erdős tájak jellemzik. A tartomány legjelentősebb természeti képződménye a türingiai-erdő (Thüringer Wald), valamint a Großer Beerberg (982 m). A tartományt számos folyó szeli át, köztük a Saale és a Werra. A térség éghajlata mérsékelt kontinentális, enyhe nyarakkal és hűvös telekkel. Thüringia nagy része mezőgazdaságra is alkalmas, főként gabonaféléket és zöldségeket termesztenek. Az erdők gazdag élővilágot rejtenek, a régió népszerű túra- és üdülőhely. A Rennsteig, egy híres túraútvonal, végighúzódik a türingiai-erdő gerincén. A központi fekvés miatt fontos közlekedési csomópont is Németországon belül.
Történelme gazdag és sokrétű. Már az ókorban is lakott terület volt, a mai nevét a türingekről, egy germán törzsről kapta. A középkorban több hercegségre és fejedelemségre oszlott, amelyek gyakran váltogatták uralkodóikat, mígnem a 20. század elején egyesítették őket. A reformációban fontos szerepet játszott, különösen Luther Márton révén, aki Erfurtban tanult és a közeli Wartburg várban fordította le a Bibliát németre. Weimarban virágzott a német klasszikus irodalom Goethe és Schiller vezetésével. A 20. században Thüringia része lett a Német Demokratikus Köztársaságnak (NDK), majd 1990-ben újraegyesült Németországhoz csatlakozott.

## Nevének eredete
Thüringia neve a türingek nevű germán törzstől származik, akik a Kr. u. 4–5. században telepedtek le a mai tartomány területén. A latin forrásokban Thuringi néven említik őket, és a területet később Thuringia néven ismerték. A türingek egy ideig saját királyságot is alapítottak, amelyet a frankok a 6. században hódítottak meg.

## Földrajza

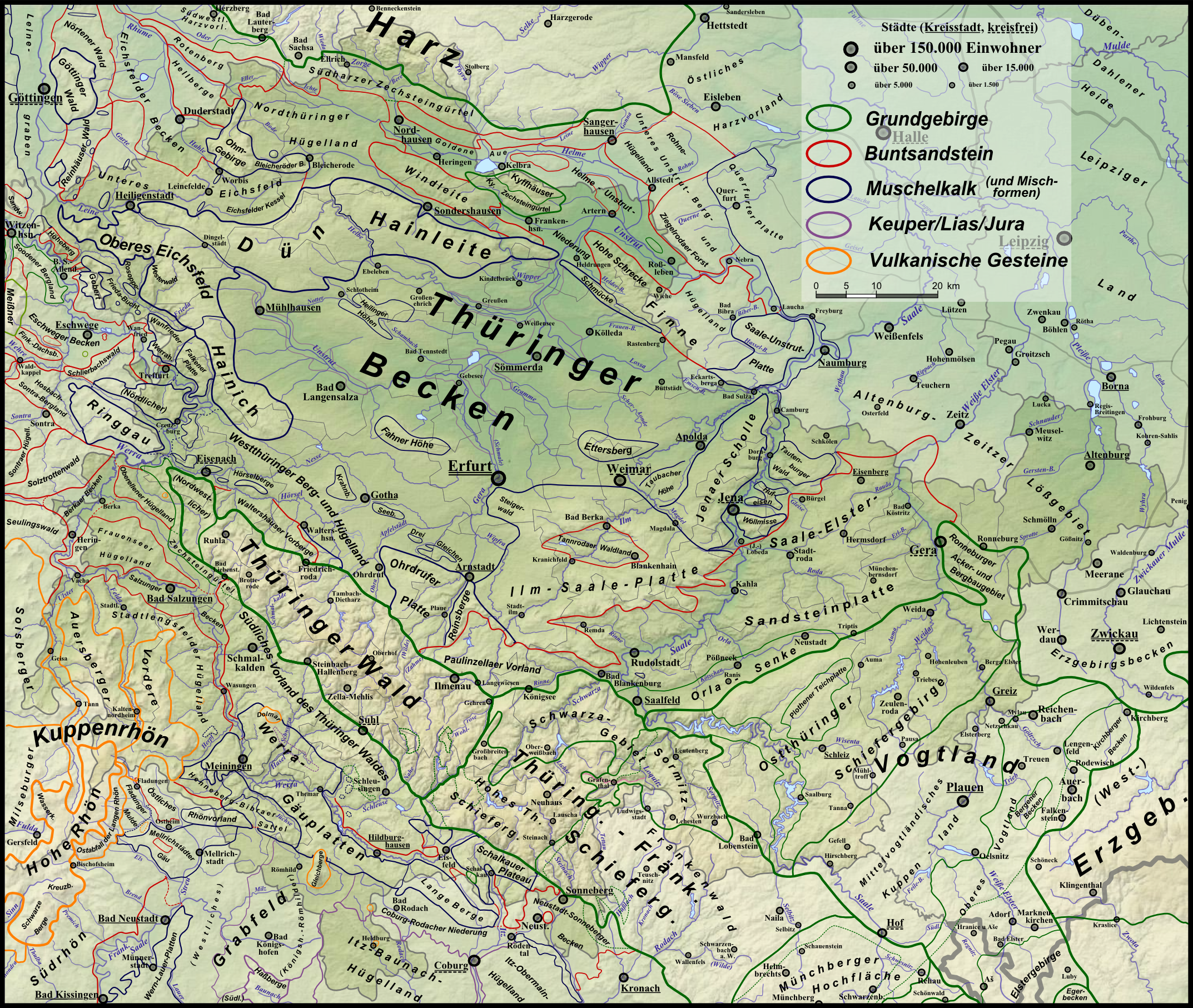
Türingia földrajzi felosztása

Északon Szász-Anhalt, keleten-délkeleten Szászország, délen Bajorország, nyugaton Hessen míg északnyugaton Alsó-Szászország határolja. A főbb földrajzi egységei közül kiemelendő a Türingiai-erdő, a Harz, a Türingiai-hegység, a Türingiai-medence és a Kyffhauseni vidék, úgy mint a számos természetvédelmi terület.
Türingia legmagasabb pontja a Beerbergen található 982,9 méter magas csúcs.
Folyói közül kiemelendő a Saale, a Werra, a Fehér-Elster, az Ilm, valamint az Unstrut.

## Városok

### A főváros
Türingia fővárosa Erfurt, amely 202 ezer lakosával Türingia legnagyobb városa.

#### Története
Erfurt több mint 1200 éves történelemre tekint vissza. A középkorban kereskedőváros volt, mely két fontos kereskedelmi út kereszteződésében feküdt.
Az Erfurti Egyetemet 1392-ben alapították, és a harmadik legrégibb egyetem Németországban. Az egyetem egyik leghíresebb diákja Luther Márton volt.

#### Látnivalók
A város szimbóluma az erfurti dóm és a Severintemplom a Templomtéren. Szent Severus Ravenna püspöke volt. A 12. században kezdődött a templom építése román stílusban, később gótikus stílusúvá alakították át. A templomban található a 11 450 kg-os és 2,5 méter magas ún. Maria Gloriosa harang. A templomban található ezen kívül a Wolfram-szobor, mely egy bronz karos gyertyatartó a 12. századból. Látható még Szűz Máriáról készült 13. századi festmény az unikornissal, mely Jézus édesanyját egy vadászjelenet keretében ábrázolja. A város másik kiemelkedő látnivalója a Szatócs-híd, avagy Kereskedők hídja (Krämerbrücke), mely az egykori kelet-nyugati kereskedelmi út, a Via Regia egyik hídja volt. Nevét onnan nyerte, hogy a híd két oldalán egykor szatócsok kínálták portékájukat.
A város ezen kívül több mint 20 történelmi templommal és kolostorral büszkélkedhet, melynek köszönhetően a város megkapta a „türingiai Róma” becenevet.
Erfurtban számos fesztivált rendeznek, köztük az egyik leghíresebb az erfurti kertészeti fesztivál.

### További fontosabb városok

#### Eisenach
A város legfőbb látványossága Wartburg vára. A vár több mint 900 éves, mindeddig bevehetetlennek bizonyult. Árpád-házi Szent Erzsébet itt lakott, és a legenda szerint itt történt a kenyér rózsává változása is.
A város világhírnevét Luther Mártonnak köszönheti, aki itt fordította a bibliát német nyelvre. Ma a város számos szabadtéri előadásnak és koncertnek ad otthont.
Eisenachban megtekinthető Luther és J.S. Bach háza. Itt született Bach 1685. március 21-én. Goethe és I. Napóleon francia császár is megfordult Eisenachban, mely eseményeket számos emléktábla örökített meg.
A város gazdasági életében fontos szerepet játszik az autóipar. Korábban itt volt található a BMW- és a Wartburg-gyár, ma a város az Opel gyárának ad otthont.

#### Weimar
Weimar az „Európa kulturális fővárosa” címmel büszkélkedhet. A városban alkotott Goethe és Schiller. A számos emlékhely közül kiemelendő a Goethe-ház, a Goethe park, valamint Schiller háza.
A város egykori prominens lakosai közül kiemelendő Luther Márton, Lucas Cranach és fia, Liszt Ferenc, Bach, Strauss, valamint Nietzsche.

## Ipara
Türingia fontosabb iparágai közül kiemelendő az elektrotechnika és háztartási gép gyártás – Erfurtban, Eisenachban, Ruhlában és Suhlban. Kiemelkedő ezenkívül az autógyártás, melynek jeles képviselője az eisenachi Opel-gyár. Fontos szerepet játszanak az optika iparához kapcsolódó létesítmények Jénában, valamint a játékkészítés Sonnenbergben. Korábban jelentős porcelánipara volt, a Türingiában készült termékeket gothai porcelánként ismerik.

## Mezőgazdaság
A mezőgazdaság fontos szerepet játszik Türingiában. A legkiemelkedőbb termények közé a búza, árpa, cukorrépa és dohány tartoznak. Erfurt a virág és gyümölcstermesztésről híres.

## Turizmus
Az UNESCO számos türingiai látványosságot a világörökség részévé nyilvánított, így például Weimar klasszicista stílusban épült városát, a Bauhaust, valamint számos kastélyt.
Mind a turizmus, mind a téli sportok fontos szerepet játszanak a tartományban. A leghíresebb hegyi út az ún. „Rennsteig”, amely közel 160 km-es hosszúságával számos látogatót vonz. Kiemelkedő az oberhofi télisport-centrum is.

### Mondák, legendák
Türingia gazdag mondavilággal és számos legendával büszkélkedhet. A Barbarossa-legenda szerint például az egykori német császár, Rőtszakállú Frigyes addig nyugszik kyffhauseni várban, míg Németország egységes és szabad ország nem lesz.
Holle anyó mondája is Türingiához köthető.

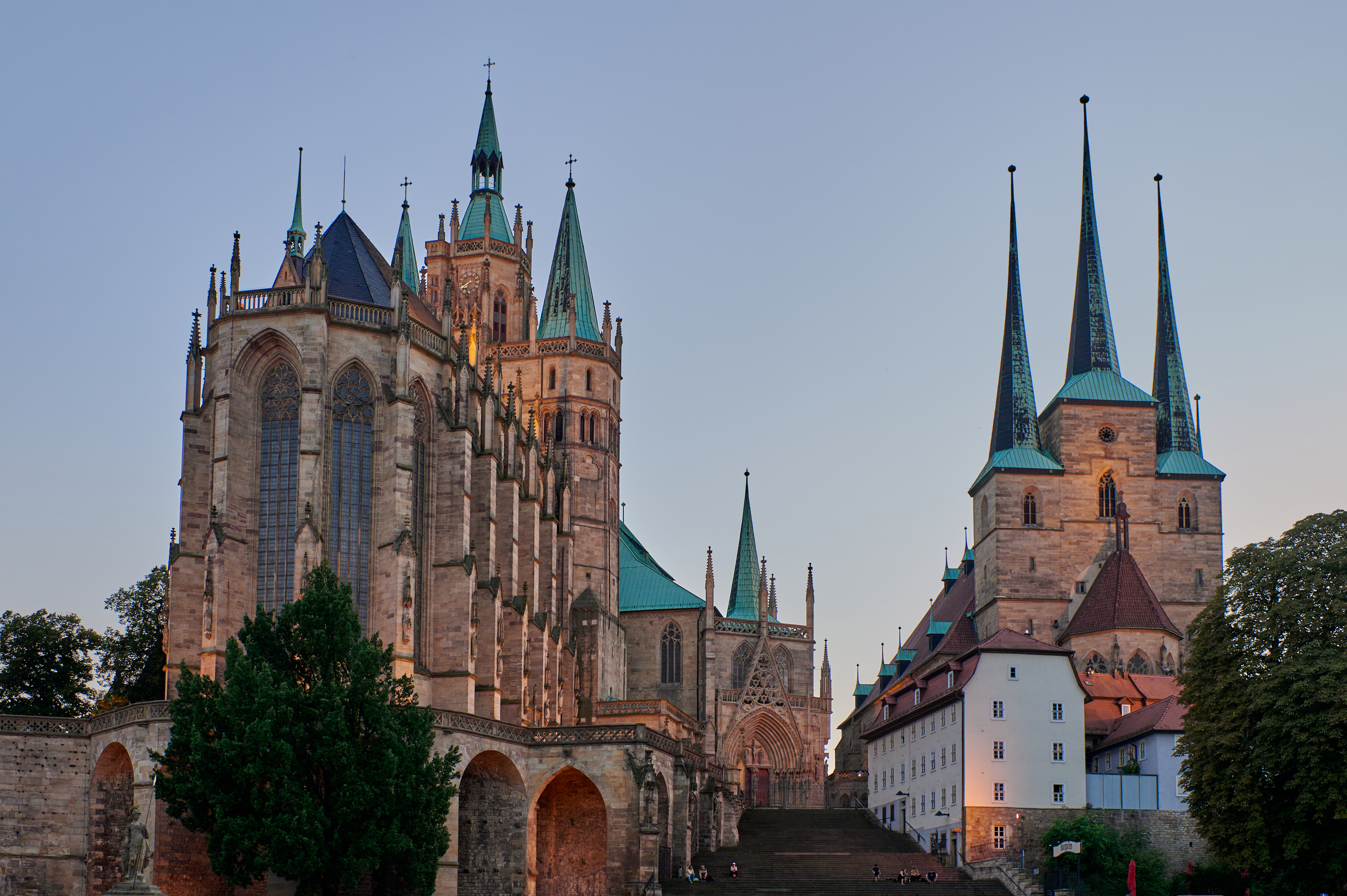
Erfurt, a Dóm és a Severin-templom
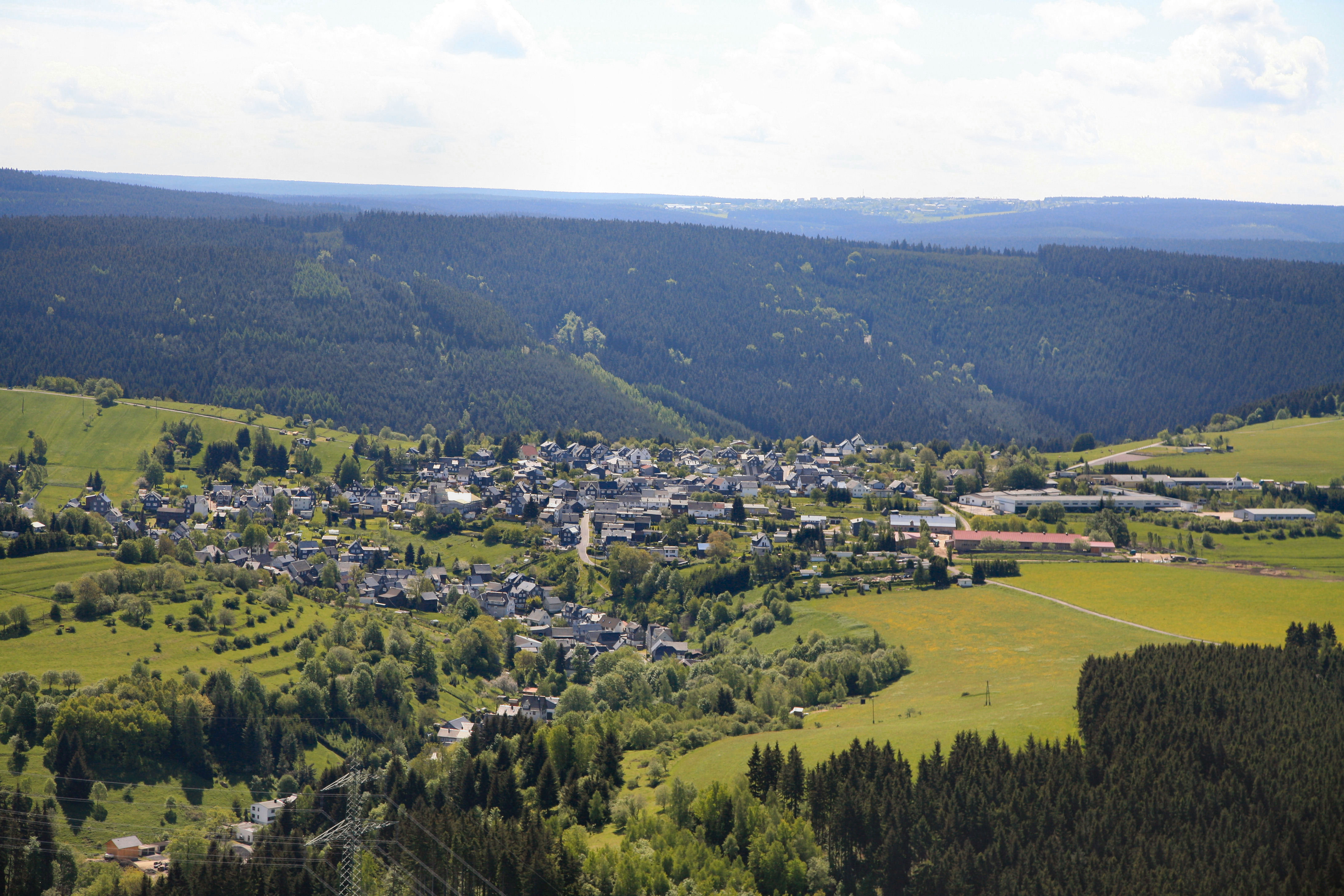
Tipikus türingiai táj
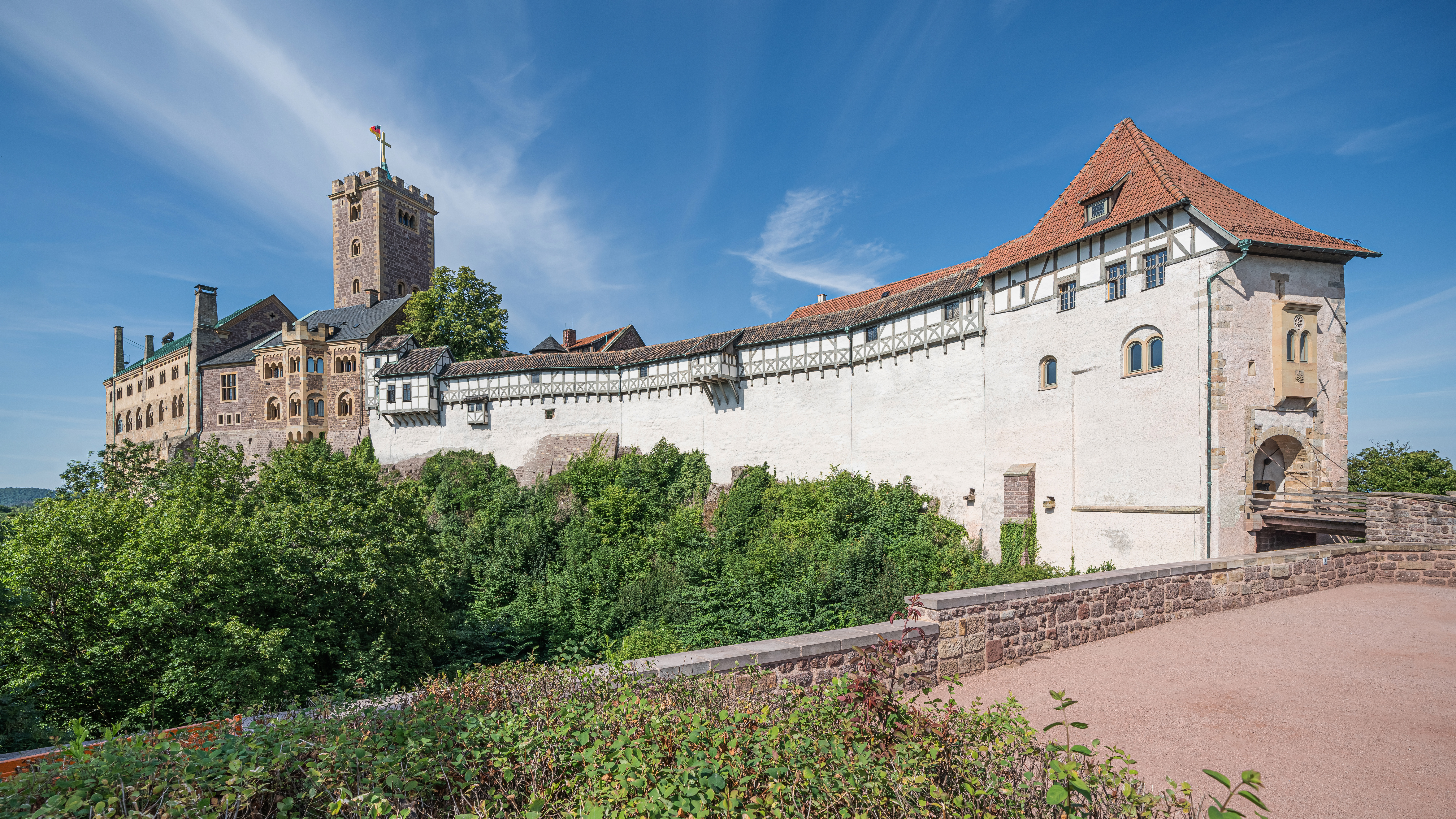
Wartburg vára Eisenach városa mellett
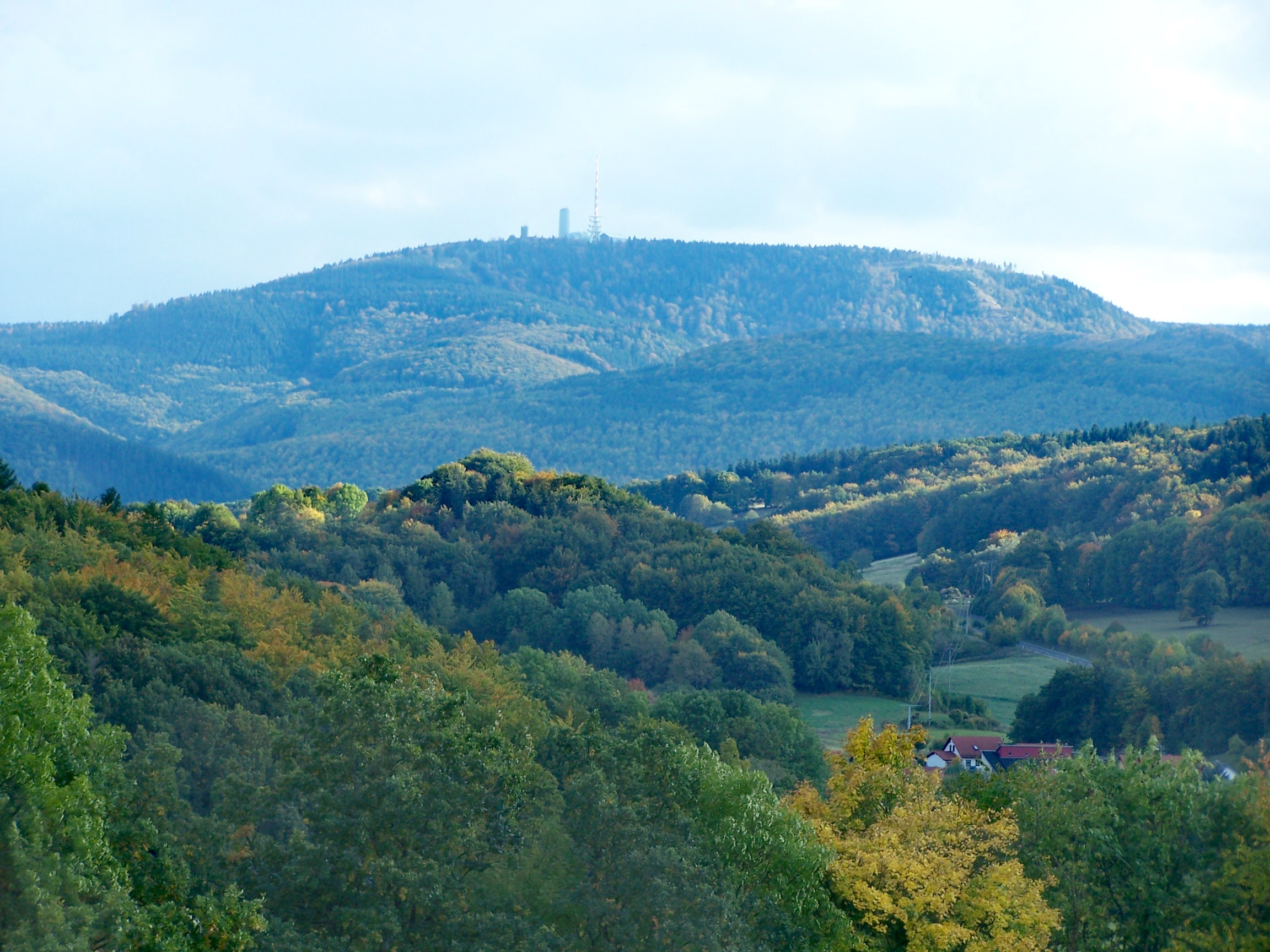
Großer Inselsberg
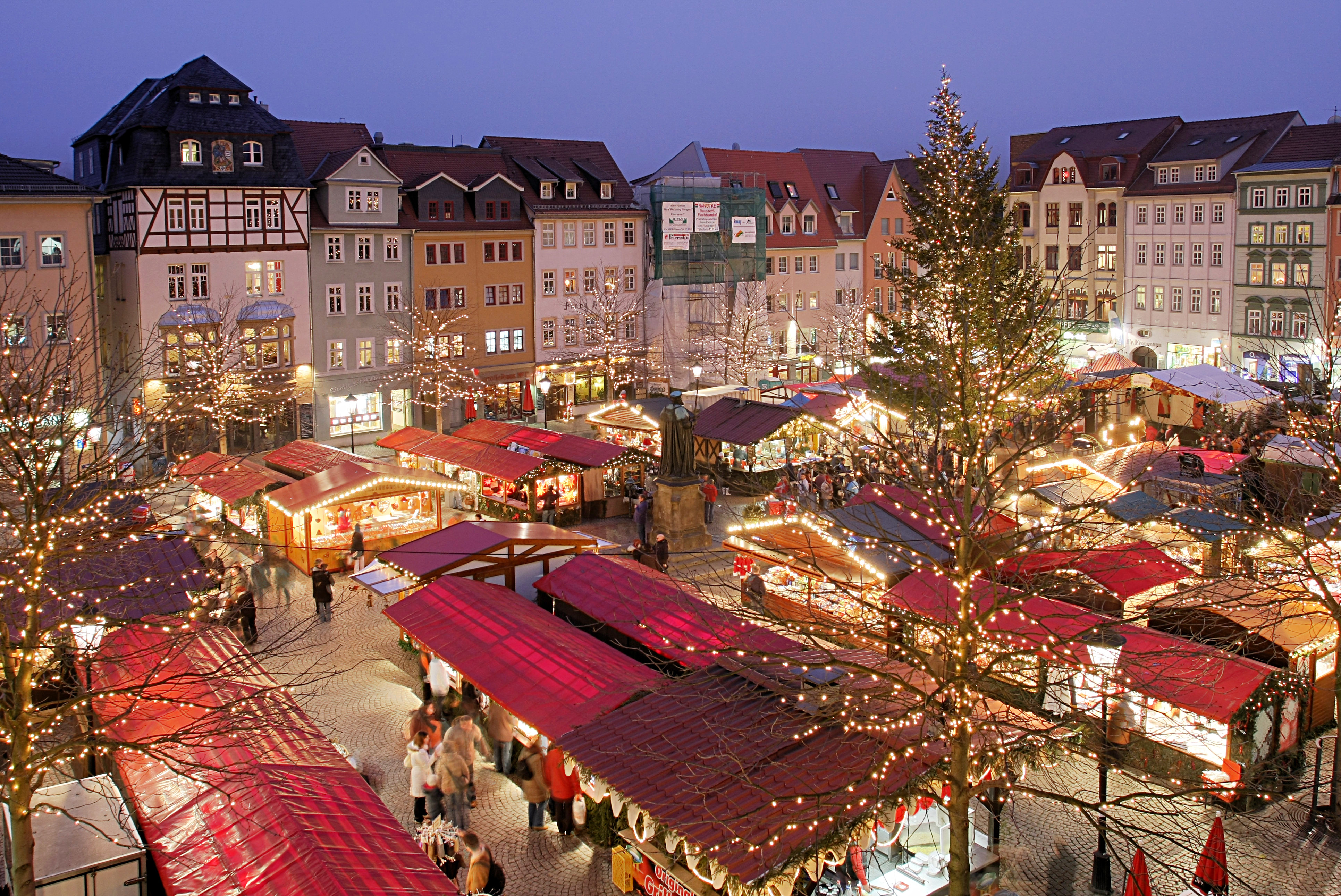
Jéna főtere

## Konyha

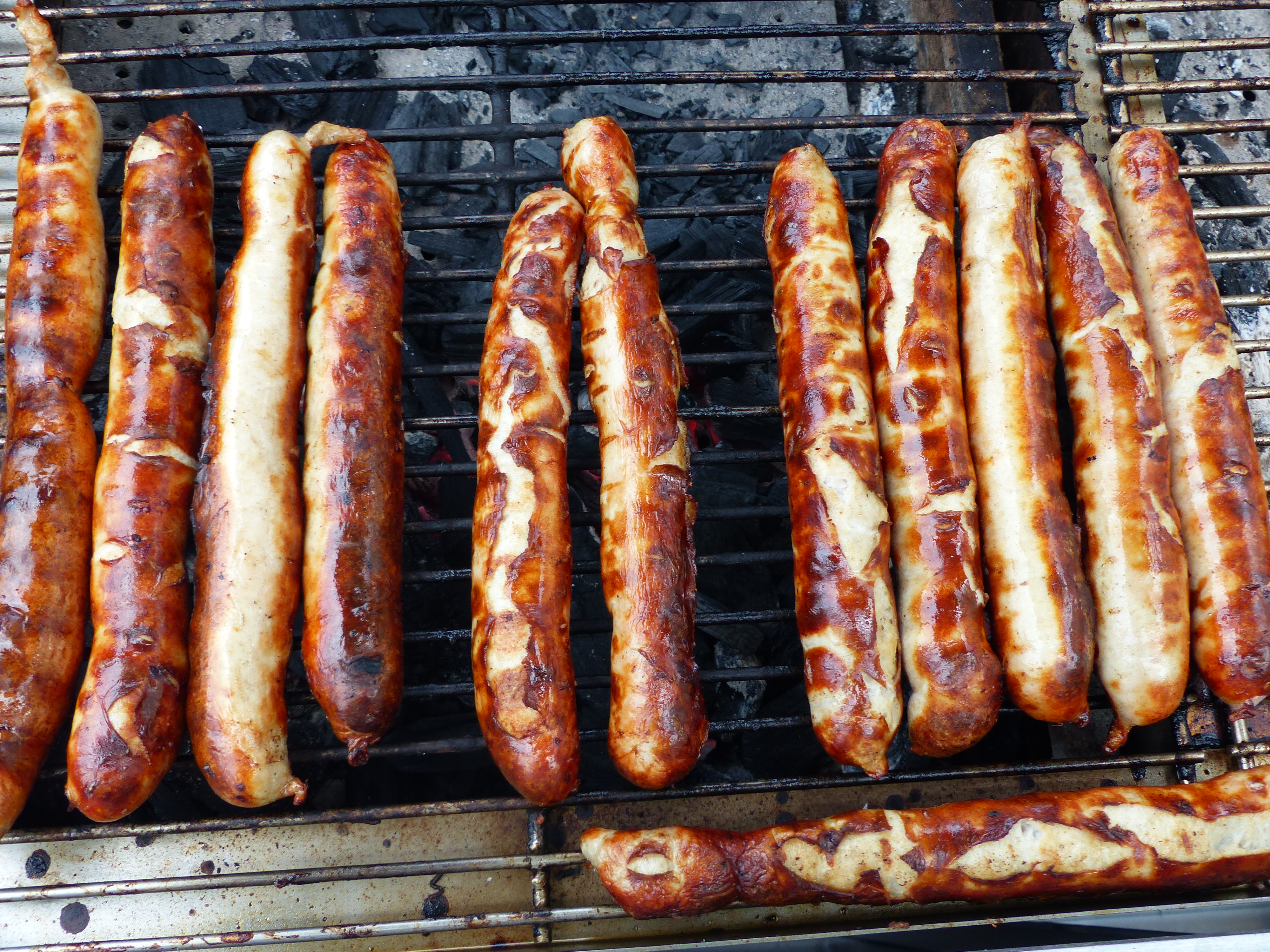
A türingiai sült kolbász (Thüringer Rostbratwurst)

Európai hírnévnek örvend a türingiai sült kolbász (Thüringer Rostbratwurst), valamint a türingiai gombóc, mely a knédli egyik fajtája, és cseh hatásra került az ország konyhaművészetébe.